# James Wedderburn (Dichter)
James Wedderburn (* um 1495 in Dundee; † 1553 in Frankreich) war ein schottischer Dichter.

## Leben
Wedderburn studierte an der Universität St Andrews und bereiste Frankreich. 1539 wurden in Dundee eine Tragödie und eine Komödie von ihm aufgeführt, die wegen ihrer Polemiken gegen die katholische Kirche Skandale hervorriefen. Wedderburn floh nach Frankreich, wo er starb. 1540 setzte sich auch sein Bruder John (um 1500–1556) ab; er war Priester und verbrachte zwei Jahre in Wittenberg. Bruder Robert (um 1510–1557) war ebenfalls Priester; auch er musste wegen Verdachts der Ketzerei fliehen, doch kam er nach 1546 wieder zurück und wurde Vikar von Dundee. 
Die drei Brüder schrieben gemeinsam The Book of Godly and Spirituall Songs, das auch als Dundee-Psalmen bekannt ist: eine Sammlung satirischer Balladen und religiöser Bearbeitungen von Volksliedern. Die erste heute bekannte Auflage stammt aus dem Jahr 1567, doch dürften die Gedichte viel früher entstanden sein.